# Чембало (крепость)
Чембало (итал. Cembalo, укр. Чембало, крымскотат. Çembalo) — генуэзская крепость на территории Балаклавы, пригорода Севастополя. Являлась административным центром одноимённого консульства В XV—XVIII вв. находилась под контролем Османской империи и именовалась Балыклава (крымскотат. Balıqlava). Ансамбль крепостных сооружений расположен на вершине и склонах горы Крепостной (бывш. Кастрон). Ныне пребывает в состоянии руин и служит главной достопримечательностью города. К башне Барнабо Грилло ведёт лестница от набережной Назукина.

## История

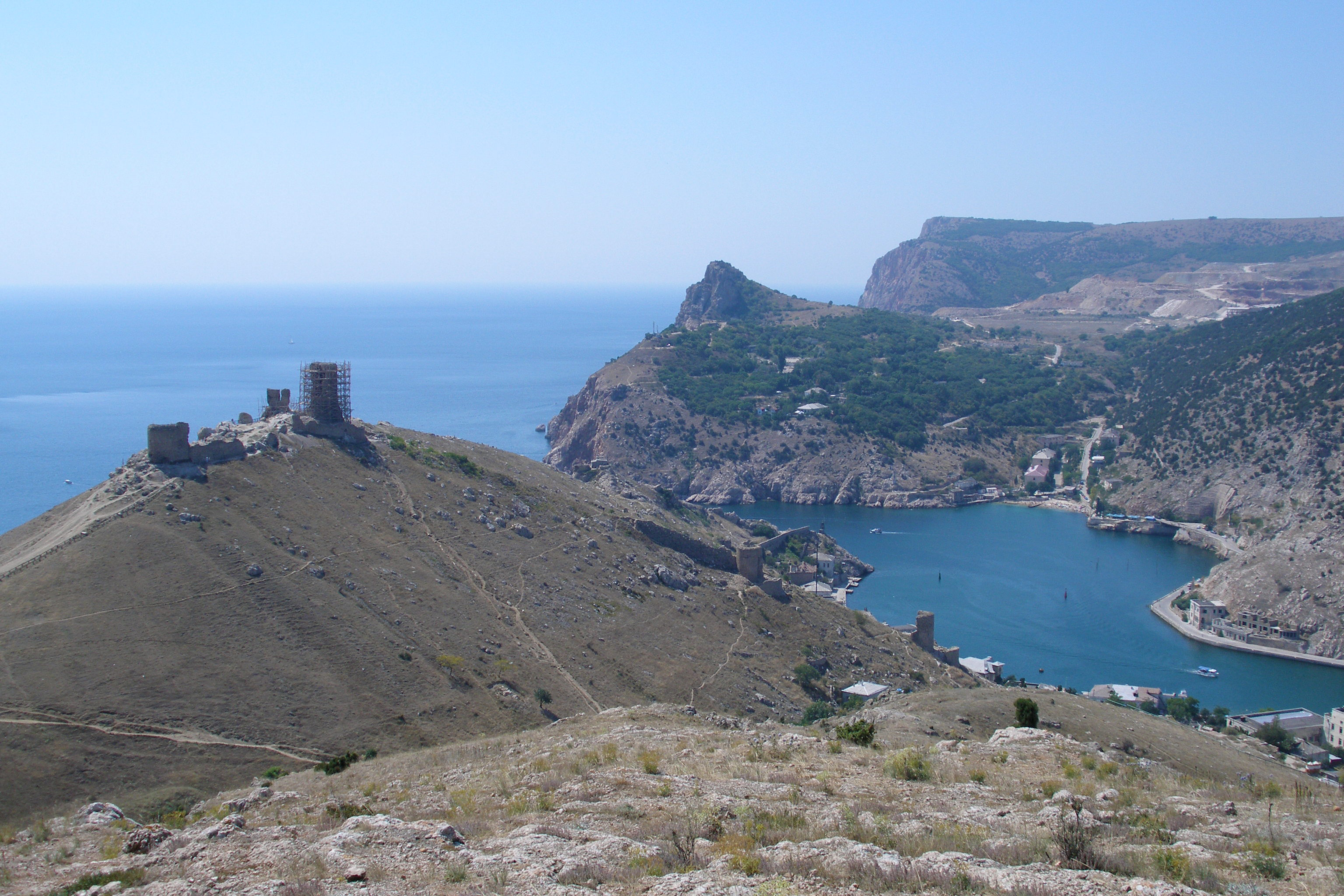
Вход в Балаклавскую бухту, гора Крепостная (Кастрон) и руины крепости Чембало

Чембало — одна из генуэзских крепостей Газарии. До прихода представителей Генуэзской республики на территории современной Балаклавы располагалось бывшее византийское поселение Ямбо́ли (следов его строений на территории крепости к настоящему времени не сохранилось) — название которого итальянцы и переняли как Чембало. Генуэзцы обосновались здесь около 1343 года, довольно быстро подчинив себе Ямболи и его окрестности.
Примерно в середине XIV века на горе Кастрон, расположенной у восточного входа в бухту, появились первые крепостные укрепления. Судя по всему, по северному склону это был ров и вал, укреплённый частоколом, а с северо-востока была устроена каменная башня с воротным проездом. Следы этих первоначальных сооружений сохранились на северном склоне горы. К 40-х годам XIV века фактория была уже довольно застроена. Первое известное письменное свидетельсво — нотариальный акт 1344 года, составили в конторе Саличето в квартале при церкви Богородицы. Однако в 1354 году ордынский хан Джанибек взял крепость и сжёг существовавшие к тому времени строения.
После заключения мирного договора гора с остатками укреплений была возвращена генуэзцам и крепость была отстроена заново. На Крепостной горе был построен Город Святого Николая (Верхний город) — цитадель, служившая административной частью крепости. На склоне горы был выстроен Город Святого Георгия (Нижний, или Внешний город), в котором жили простые горожане — ремесленники, торговцы, рыбаки; он был окружён тремя линиями стен (с северо-восточной, западной и южной сторон) с шестью башнями, а с юга защищён ещё и обрывом. Внизу, под горой, в бухте размещался порт и рынок.
Располагавшаяся в Верхнем городе администрация включала двух казначеев, судью-викария, епископа, старейшин, рассыльного и трубачей. Консул избирался в Генуе сроком на год и являлся главной исполнительной и судебной власти города, он также вместе с кастеляном Замка святого Николая был начальником гарнизона, к XV веку состоявшего из сорока арбалетчиков (причём в их число входили цирюльник, два трубача и полицейский пристав). Семеро из них во главе с комендантом осуществляли постоянную охрану Верхнего города Святого Николая. Личной гвардией консула, по-видимому, были несколько татарских кавалеристов.
В начале XV века гарнизону крепости пришлось участвовать в столкновениях с отрядами располагавшегося в горах на юго-западе Крыма княжества Феодоро (языком княжества был греческий). Крепость была захвачена феодоритами в 1423 году. Генуэзцы вскоре отбили крепость у феодоритов; в целях продолжения военных действий те восстановили и укрепили неподалёку свою крепость Каламиту (Инкерман), а генуэзцы поспешили укрепить Чембало (в 1424—1425 годах). В 1433—1434 Чембало вновь была захвачена феодоритами, воспользовавшимися восстанием местных жителей. Власти Генуи в ответ снарядили военную экспедицию. Её возглавил «золотой рыцарь» Карло Ломеллино / Ломеллини (Carlo Lomellino, Dominus Carolus Lomellinus; титул «Золотого Рыцаря» — Cavaliere aurato — пожалован Миланским герцогом), сын Наполеона, правителя Корсики (signore della Corsica). Осада крепости под руководством Карло Ломеллино увенчалась успехом: почти все осаждённые феодориты погибли, а их предводитель Олу-бей (тюркское прозвище мангупского царевича, сына феодорийского князя Алексея; настоящее имя которого неизвестно) попал в плен.
В 1460-х годах укрепления Города святого Георгия были перестроены, а в юго-восточном углу была воздвигнута цитадель с мощной башней-донжоном, которая находилась в одной из самых высоких точек.
В 1475 году Чембало захватили турки. В крепости, получившей название Балык-юв («Рыбье гнездо»), был размещён турецкий гарнизон, а позже здесь отбывали наказание провинившиеся перед султаном крымские ханы. Позднее название крепости дало современный топоним «Балаклава».

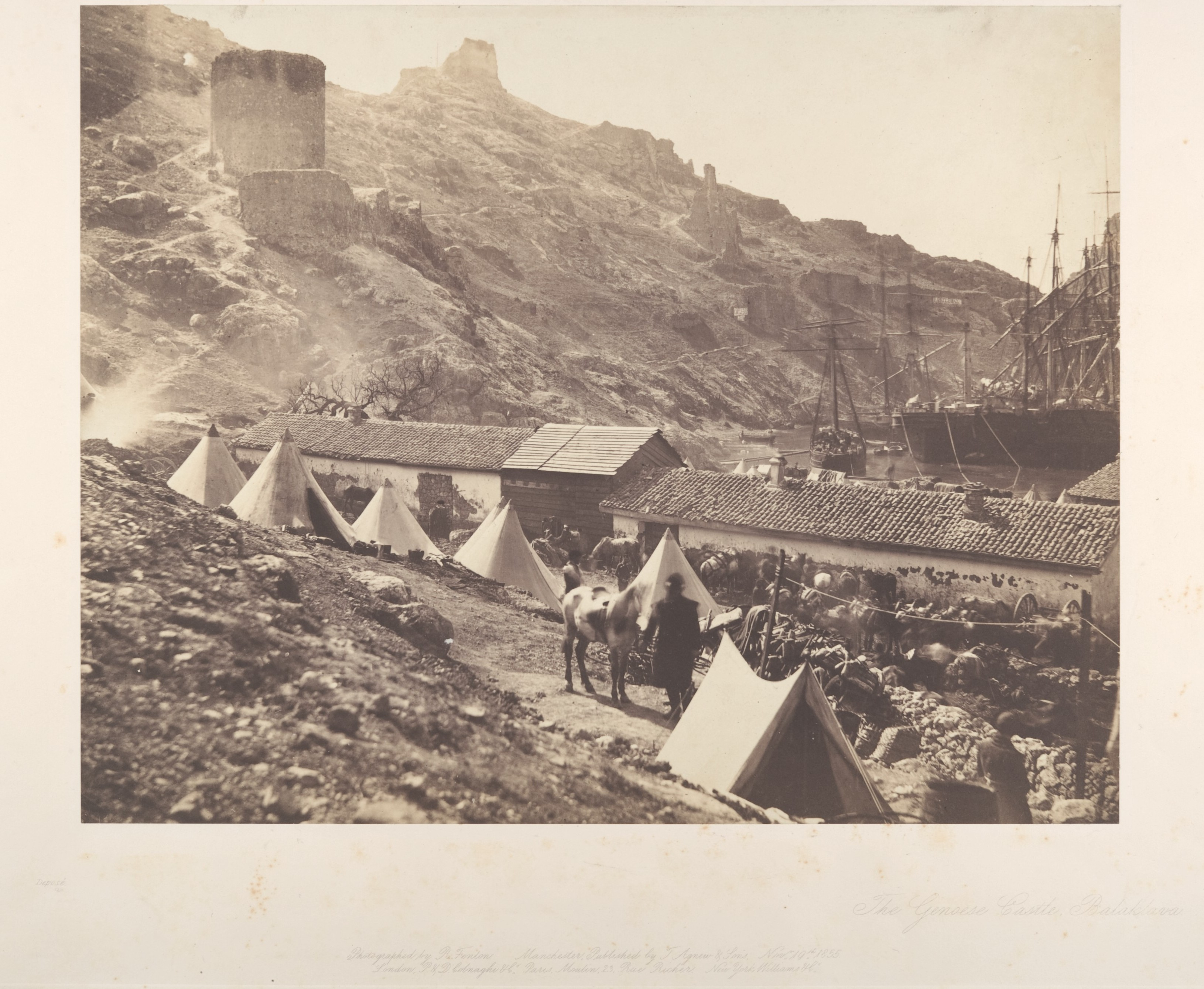
Крепость Чембало, фото Роджера Фентона, 1855

С 1783 года после присоединения Крыма к Российской империи, территория крепости используется для размещения солдат гарнизона, а в дальнейшем приходит в упадок, потеряв своё стратегическое значение. В период Крымской войны был частично разрушен Донжон, который после этого так и не был полностью восстановлен. На восточном склоне горы до сих пор можно наблюдать террасы, на которых, во время Крымской войны, в год Балаклавской баталии 1854 г. располагался лагерь итальянцев. Через 20 лет у входа в бухту началась настоящая золотая лихорадка.
После революции 1917 г. и Гражданской войны вся инфраструктура была национализирована, поскольку пришла Советская власть. В 30-е годы 20 века проект золотой лихорадки был свёрнут. Чембало ждало ещё одно испытание — война.
Осенью 1941 года началась первая из двух по счёту Героических оборон Севастополя (30.09.1941 — 04.07.1942)
Крым был занят немецко-румынскими войсками в октябре 1941 года. Весь полуостров не фигурировал в планы немецкого верховного командования. Но октябрьская директива Гитлера требовала при любых условиях захватить Крым, в итоге противник — Краснознамённый ЧФ СССР лишится базы — Севастополя. В ноябре 1941 года Балаклава и Чембало — южная оконечность советско-германского фронта. После 8 -месячного господства враг полностью занял эти населённые пункты, причём защитники Чембало — Крымский фронт, не мог не знать, что постоянные вылазки немцев будут вынуждены оттеснить остатки Крымского фронта эвакуироваться на Тамань в июле 1942 года.
Значительно пострадал донжон летом 1942 г. и весной 1944 г. в период обороны и боёв за освобождение Севастополя в период Великой Отечественной войны. Гарнизон Чембало оборонялся в течение 2 суток — с 5 по 6 мая 1944 года.
С 2002 года Южно-Крымская археологическая экспедиция Государственного Эрмитажа под руководством Адаксиной Светланы Борисовны ведёт планомерное изучение фортификационных сооружений и жилой застройки крепости. С 2004 по 2007 годы на башне проводились реставрационные работы.
18 июля 2008 года из-за сильных дождей часть башни обрушилась.

## Архитектура

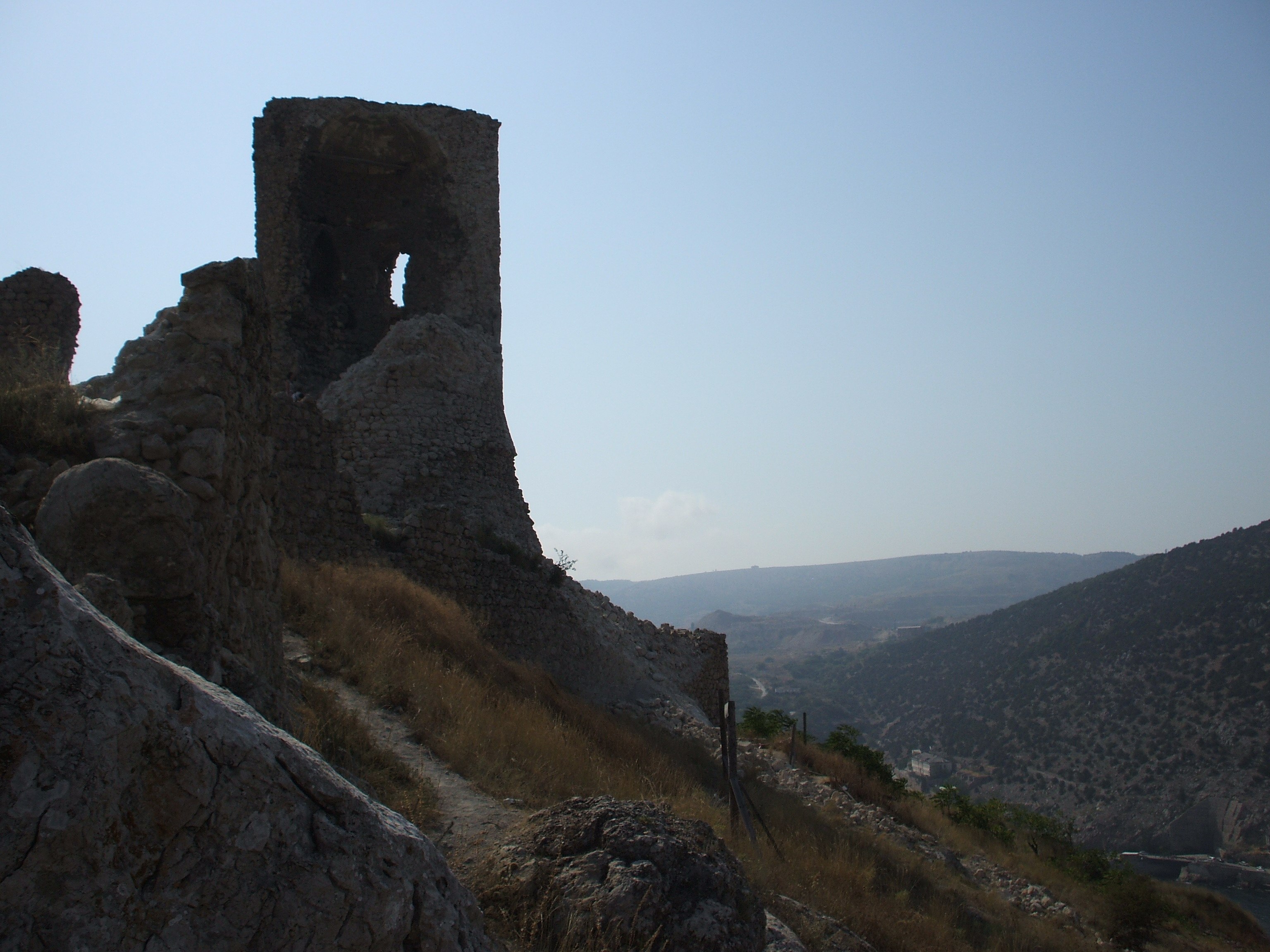
Цитадель и остатки стен.

На вершине утёса находился Город святого Николая — цитадель, окружённая с одной стороны обрывом, а с другой мощными стенами с восемью башнями, причём две башни стояли особняком и не были соединены со стенами. Внутри цитадели находился консульский замок-башня (предположительно около 15 м в высоту), массария (таможня) и церковь, которая, вероятно, служила успыпальницей знатных жителей.

На склоне горы находился город святого Георгия, в котором жила большая часть горожан — ремесленники, торговцы, рыбаки. Нижний город был также окружён стенами с шестью башнями, а с юга был защищён ещё и обрывом. Внизу, под горой, в бухте, размещался порт и рынок.

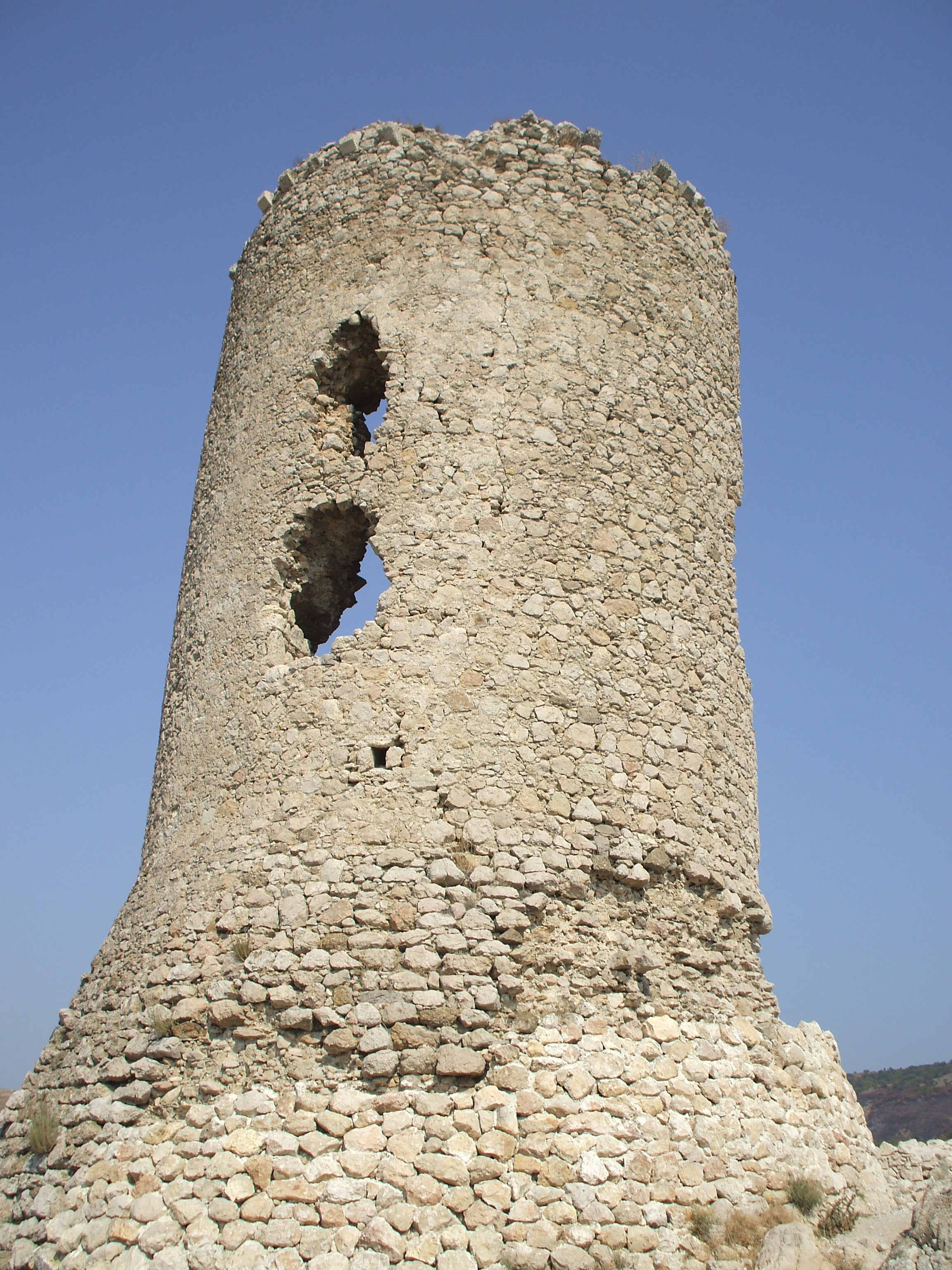
Главная башня (донжон)

В 1460-х годах укрепления Города святого Георгия были перестроены, а в юго-восточном углу была воздвигнута цитадель с мощной башней-донжоном, которая находилась в одной из самых высоких точек, на вершине утёса, и на сегодняшний момент сохранилась на полную высоту (около 20 м). Донжон имел четыре яруса: первый был занят цистерной с водой, второй служил арсеналом, третий был жилым (там сохранились остатки камина), верхний ярус занимал дозор, не исключено, что донжон также использовался как маяк. Вода в цистерну поступала по глиняному трубопроводу из источника Кефало-Вриси (греч. Κεφαλή Βρύση — голова [начало] источника), который находится вверху одноимённой балки, на горе Спилия (греч. Σπήλια — пещера); источник до сих пор используется для водоснабжения Балаклавы. Такая же цистерна для сбора воды, вероятно, находилась в нижнем ярусе консульской башни.

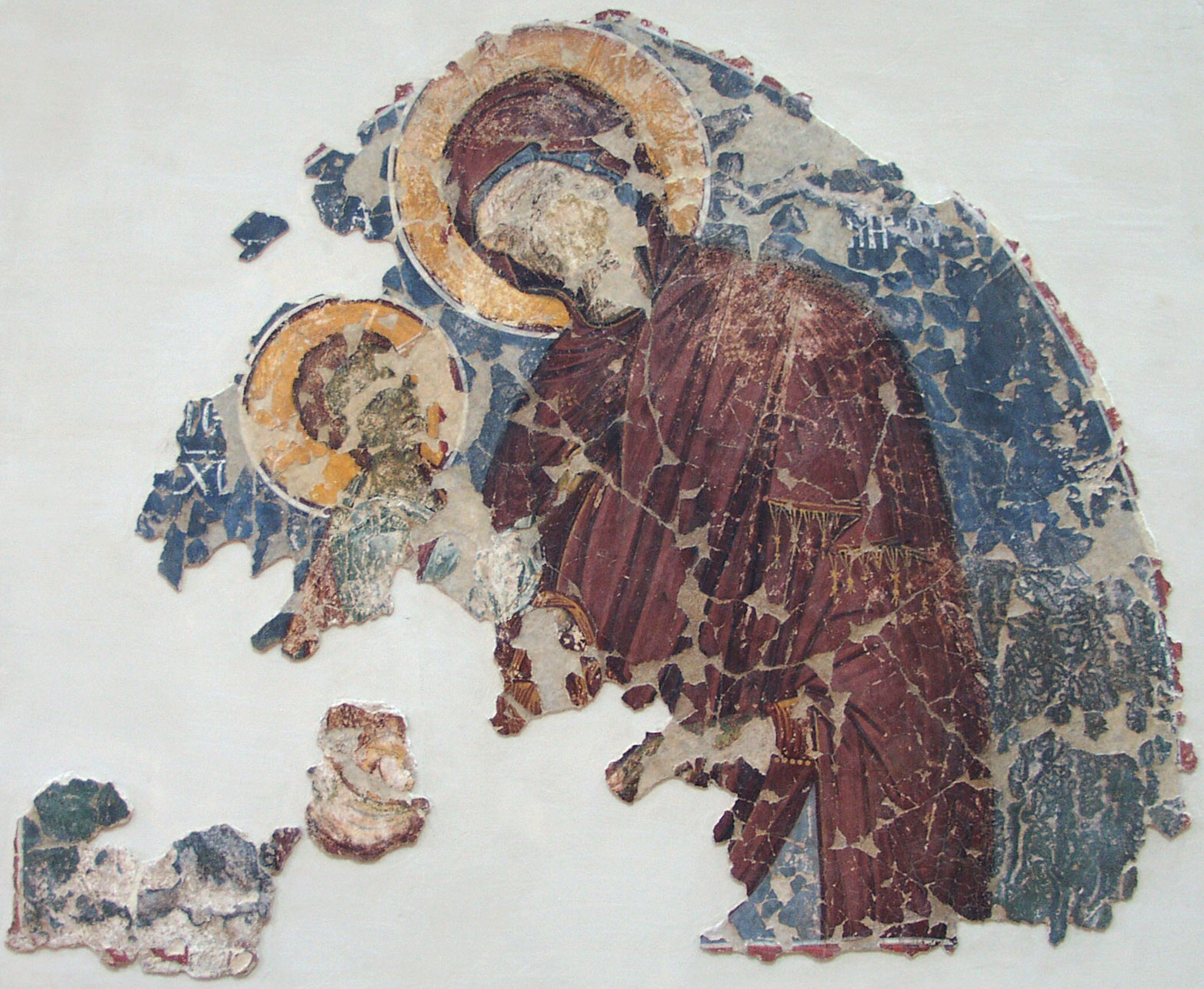
Фреска из Балаклавы

В ходе археологических исследований 2004 года Южно-Крымской экспедицией Государственного Эрмитажа была сделана необычная не только для Крыма, но и для всего Причерноморского региона находка — клад, состоящий из остатков фрески. Обнаруженная фреска находилась в восточном углу двора барбакана башни № 2 генуэзской крепости Чембало. Небольшая ямка была плотно заполнена фрагментами настенной живописи. В процессе реставрации на глазах исследователей рождалось чудо — стало понятно, что это изображение Богоматери Одигитрии в левом развороте. Создание фрески может быть отнесено к 30-40-м годам XIV века, а спрятана она была не ранее лета 1475 года, то есть после захвата Чембало османами. Судя по всему, спасение фрески происходило в экстремальных условиях. Городом уже управляли турки, и лики Богоматери и Младенца оказались неоднократно поврежденными — по всей видимости, изображению грозило уничтожение. Чтобы избежать возможного дальнейшего надругательства над фреской, кто-то из православных христиан, предположительно тайно снял её со стены храма, собрал вместе обломки, обернул их в материю и спрятал в глухом углу барбакана. Косвенным подтверждением существования в городе церкви, посвящённой Богоматери, является свидетельство одного генуэзского документа. В нём говорится, что в 1344 году контора лигурийского нотариуса Роландо Саличето размещалась в Чембало, в квартале Богородицы. Однако, несмотря на то, что в крепости за годы исследований было открыто пять храмов, ни один из них с уверенностью нельзя идентифицировать как церковь, из которой происходит обнаруженная в барбакане фреска с изображением Богоматери Одигитрии. Благодаря проведенным реставрационным работам, фреска восстановлена как композиция с завершением в виде стрельчатой арки, размером 0,97 × 1,10 м. Мы видим поясное изображение Богоматери с Младенцем, расположенное на тёмном фоне, ограниченном красными полями с белой обводкой. Фигура Богоматери повёрнута влево и динамично наклонена к Младенцу, который устремлён к ней. Изображение близко к иконографическому типу Одигитрии. Однако композиционное построение фрески отходит от канона, так как обычно Младенец изображается строго анфас. Над фигурами, на тёмно-синем фоне, греческие литеры ΙС ХС (Иисус Христос) и ΜΡ ΘV (Матерь Божья). Нимбы яркие, охристо-золотистого цвета с тёмно-красной и белой обводками. Мафорий Богоматери пурпурно-коричневого цвета с тремя символическими звёздами на лбу и на плечах; по краям — украшение бахромой жёлто-золотистого цвета. На голове, под мафорием, голубой чепец. Туника серо-голубого цвета. Тёмно-красный плащ и светло-зелёный хитон Младенца почти полностью утрачены. Сохранились широкий рукав рубашки и складки гиматия с орнаментальной каймой в виде ярко-охристых линий. Визуальное изучение фрески позволило реставраторам высказать предположение, что роспись выполнена в смешанной, фресковой и темперной, технике. Сначала по сырой штукатурке нанесена краска из природных пигментов, замешанных на известковой воде, затем по сухой поверхности прописаны верхние слои темперными красками, где связующим обычно являлся пшеничный или ячменный клей. Фреска из Чембало уникальна и не имеет прямых аналогий среди памятников монументальной живописи как в средневековом Крыму, так и за его пределами. Вместе с тем её стилистические особенности характерны для традиционной греческой живописи палеологовского времени и сопоставимы со столичной (константинопольской) художественной школой XIV века. Показательны мозаика «Деисус» и фреска «Богоматерь Умиление» в апсиде периклесия, датируемые первой третью XIV века, из церкви Хора (Кахрие-Джами) в Константинополе. Ещё одной типологической, иконографической и стилистической аналогией является фреска XIV века с изображением Богоматери Одигитрии из иконостаса храма Вознесения в Ливади на острове Кифера. Изображения фресок «Богоматерь Умиление» из Константинополя и Богоматери Одигитрии с острова Кифера представлены на выставке. Консервационные и реставрационные работы проведены в полевых условиях в 2004 году и потом весной 2005 года в стационарных условиях Национального заповедника «Херсонес Таврический» художниками-реставраторами высшей категории Лаборатории научной реставрации монументальной живописи Государственного Эрмитажа А. Ю. Степановым и Е. П. Степановой. С 25 августа по 15 сентября 2017 года в Херсонесе прошла выставка, посвященная фреске Богоматери Одигитрии.

## Чембало в искусстве
Известный польский поэт Адам Мицкевич во время путешествия по Крыму создал великолепный цикл сонетов, которые были опубликованы в 1826 г. Сонет № 17 из крымского цикла посвящён крепости Чембало («Развалины замка в Балаклаве»):
XVII
Развалины замка в Балаклаве

Обломки крепости, чья древняя громада,

Неблагодарный Крым! твой охраняла сон.

Гигантским черепом торчащий бастион,

Где ныне гад живёт и люди хуже гада.
Всхожу по лестнице. Тут высилась аркада.

Вот надпись. Может быть, герой здесь погребен?

Но имя, бывшее грозой земных племен,

Как червь, окутано листами винограда.
Где италийский меч монголам дал отпор,

Где греки свой глагол на стенах начертали,

Где путь на Мекку шёл и где намаз читали,
Там крылья чёрный гриф над кладбищем простер,

Как чёрную хоругвь, безмолвный знак печали,

Над мертвым городом, где был недавно мор.
(Пер. В. Левика)
Здесь в 2006 году проходили съёмки видеоклипа «Убегаю» российской поп-группы Амега.